# 吳思佳
吳思佳（英語：Shin Ng Sze Kai，1994年5月22日—），中韓混血兒，香港女歌手，曾任香港跳唱女子組合As One的成員兼隊長，擔任隊內第一主唱及主Rapper，曾任Unleash Entertainment旗下歌手。

## 簡歷

### 幼年生活
吳思佳擁有四分之一韓國血統，外婆為韓國人。童年時學習中國舞，十五歲開始學習Hip Hop及拉丁舞，其後被其舞蹈導師Sunny Wong發掘，獲邀請成為太陽娛樂文化女子組合As One的其中一員並準備出道。

### 2012年-2013年：As One出道、發行首張迷你專輯
2012年6月25日，以As One身份於香港出道，並發佈出道作《Catch Me Up》音源及MV。
2013年1月8日，發佈As One翻唱曲《Red Hot Hits 2013》音源及MV。
2013年11月17日，發行首張迷你專輯《AsOnE》。

### 2014年-2015年：首次韓國製作歌曲、韓國出道
2014年1月4日，發佈As One「太陽飛馬」打氣歌《Let's Goal》音源及MV。
2014年4月23日，發佈As One數位單曲《Be With U》音源及MV。
2014年10月27日，發佈As One數位單曲《New Girl》音源及MV，這更是As One首次到韓國製作的歌曲，為其後韓國出道踏出了第一步。
2015年5月，前往韓國進行特訓，並製作歌《캔디볼》(Candy Ball)。
2015年7月13日，發佈As One數位單曲《캔디볼》(Candy Ball) 韓文版，歌曲在韓國各大網上平台發行。新歌更令As One得到韓國SBS和MBC有線電視台邀請出席音樂節目獻唱，成為首個於韓國出道的香港女團，正式在韓國出道。
2015年7月24日，發佈As One數位單曲《Candy Ball》廣東話版。
2015年12月，因早前獲南韓大型電視台Mnet邀請參與女團育成節目PRODUCE 101，而前往當地準備參賽。
2015年12月17日，發佈首張PRODUCE 101數位單曲《PICK ME》。

### 2016年-2017年：人氣急升、PRODUCE 101、Solo出道、MIX NINE
2016年1月，參加韓國選秀節目《PRODUCE 101》，與另外100名參加者爭逐十一個出線資格，因此暫時退出As One，變回練習生。
2016年3月19日，發佈PRODUCE 101首張數位專輯《PRODUCE 101 - 35 Girls 5 Concepts》，並演唱當中的《Fingertips》。
2016年3月25日，PRODUCE 101播出第十集的第三次排名儀式中，以475票之差僅得第23名而被淘汰，雖然廿二強止步，但這亦令Shin人氣急升，獲得了不少的海外粉絲，知名度提升了不少。
2016年4月4日回港後歸隊As One。5月4日，發佈As One單曲《Hey Ya》音源及MV，並首次推出粵語、普通話及韓語三語版本。音源於香港、中國及韓國各大音樂平台同步推出。
2017年5月，首次擔任演員，拍攝劇集飛虎之潛行極戰。
2017年6月離開 As One，並跳槽到 Unleash Entertainment。2017年6月25日發佈Solo出道作《Higher》以及《BDB》音源及MV，正式在中國出道。
2017年9月30日，由南韓大型事務所YG娛樂所舉辦的選秀節目MIX NINE公開了首個預告片段，影片中顯示吳思佳將參與該節目，與其他400名參賽者爭取9個出道名額。
2018年至今：淡出娛樂圈

## 演出

### 電視劇
| 首播   | 劇名           | 角色   | 性質   |
| 2018年 | 飛虎之潛行極戰 | 聶雪盈 | 女配角 |

### PRODUCE 101表演項目
| 集數   | 表演歌曲                | 共同表演成員                                     | 成績                                             | 組合名   |
| ------ | ----------------------- | ------------------------------------------------ | ------------------------------------------------ | -------- |
| 第二集 | Miss A 《ONLY YOU》     | 獨唱                                             | 練習生：B等級                                    | -        |
| 第三集 | SISTAR 《PUSH PUSH》    | 金請夏、姜詩羅、 南秀珍、安有美                  | 個人票數：56 團體票數：184                       | CLASSY   |
| 第七集 | iKON 《RHYTHM TA》      | 奇熙賢、姜施賢                                   | 個人票數：256 隊內排名：第一名 RAP組排名：第三名 | -        |
| 第九集 | Pinkrush 《Fingertips》 | 金世正、林娜榮、 金請夏、奇熙賢、 鄭銀雨、安藝瑟 | 團體票數：288                                    | Pinkrush |

### 綜藝節目
| 日期   | 電視臺 | 節目名稱    | 備注   |
| 2016年 | Mnet   | PRODUCE 101 | 參賽者 |
| 2017年 | JTBC   | MIXNINE     | 參賽者 |

### 音樂錄影帶
| 日期           | 歌名             | 歌手        | 官方影片           |
| 2015年12月23日 | PICK ME          | PRODUCE 101 | YouTube上的PICK ME |
| 2017年6月25日  | Higher           | 吳思佳      | YouTube上的Higher  |
| 2017年6月25日  | BDB(Dance Video) | 吳思佳      | YouTube上的BDB     |

## 廣告代言

### 電視廣告
| 年份   | 廣告 | 性質         |
| 2012年 | TVB  | Asone 宣傳片 |
| 2015年 | TVB  | Asone 宣傳片 |

## 外部連結
- 吳思佳的新浪微博
- 吳思佳的Instagram帳戶
- 挑戰K-pop Shin@As One （页面存档备份，存于） FACE周刊